# Иван Димов (село)
Вижте пояснителната страница за други значения на Иван Димов.
Иван Димов е село в северна България. То се намира в община Трявна, област Габрово.